# Esman
Esman (en ucraniano: Есмань; en ruso: Эсмань) es un pueblo ucraniano perteneciente al óblast de Sumy. Situado en el norte del país, es parte del raión de Shostka y centro del municipio (hromada) homónimo.

## Toponimia
El sitio se nombró como Chervone (en ucraniano: Червоне; en ruso: Червоное, romanizado: Chervónoye) desde 1957 hasta el 18 de febrero de 2016, como parte de las políticas de descomunización de Ucrania, se cambió el nombre a Esman por el río que atraviesa el asentamiento. Entre 1946 y 1957, el nombre del lugar fue Luzhkí (en ucraniano: Лужки; en ruso: Лужки).

## Geografía
Esman se encuentra a orillas del río Esman, un afluente izquierdo del río Kleven, 22 km al noreste de Jlújiv y 160 km al noroeste de Sumy.

## Historia
El asentamiento fue mencionado por primera vez en la carta real de 1615 como el pueblo de Esman en el uyezd de Nóvgorod-Síverski. En 1782 el pueblo se convirtió en el centro del vólost de Esman como parte del uyezd de Glújiv de la gobernación de Nóvgorod-Síverski.
Durante la Segunda Guerra Mundial, Esman fue ocupado el 29 de septiembre de 1941 y recuperado por tropas soviéticas el 31 de agosto de 1943.
En 1946, por decreto de la República Socialista Soviética de Ucrania, Esman pasó a llamarse Luzhkí y en 1957, Chervone. El lugar recibió el estatus de asentamiento de tipo urbano desde 1968.
Hasta el 18 de julio de 2020, Esman fue parte del raión de Jlújiv. El raión se abolió en julio de 2020 como parte de la reforma administrativa de Ucrania, que redujo el número de raiones del óblast de Sumy a cuatro. El área del raión de Jlújiv se fusionó con el raión de Shostka. En 2023, Esman perdió el estatus de asentamiento de tipo urbano en la legislación ucraniana debido a la eliminación de este estatus administrativo.
En la invasión rusa de Ucrania, Esman resultó dañada por un bombardeo a finales de enero de 2023.

## Demografía
La evolución de la población de Esman entre 1859 y 2022 fue la siguiente:
| 1805                                                          | 1951 | 2326 | 2793 | 2366 | 1882 | 1569 | 1511 | 1293 |
| (Fuente: Cities & Towns of Ukraine y UKRAINE: Größere Städte) |      |      |      |      |      |      |      |      |

Según el censo de 2001, la lengua materna de la mayoría de los habitantes, el 97,5%, es el ucraniano; del 2,5% es el ruso.

## Infraestructura

### Transporte
El asentamiento tiene acceso a la autopista M02 que lo conecta con Kiev y Chernígov, y al norte, al otro lado de la frontera rusa, con Oriol y Moscú. La estación de tren de Esman, 5 km al norte, no tiene tráfico. 